# Yaku trong Mạt chược Nhật Bản
Trong mạt chược Nhật Bản, yaku (役 (dịch)) là một trong hai điều kiện để người chơi có thể chiến thắng ván đấu, bên cạnh việc hoàn thành bài, và cũng đánh giá giá trị bài của người chơi khi chiến thắng ván đấu. Bên cạnh Yaku, mạt chược Nhật Bản cũng có dora cũng làm tăng giá trị bài, tuy nhiên không được tính là yaku.

## Tổng quan
Yaku có thể được so sánh tương đồng với các loại bài của xì tố, khi cần một dạng bài nhất định để đạt được Yaku đó, tuy nhiên khác với Poker, các Yaku có thể được cộng dồn lên nhau trong cùng một bài để tăng giá trị của nó lên. Yaku có thể được chia làm ba loại là:
- Các Yaku yêu cầu bài phải kín hoàn toàn, tức là không thực hiện các hành động gọi quân trừ Kan kín.
- Các Yaku không quan tâm tới việc bài trên tay là mở hay kín.
- Một vài Yaku cũng không quan tâm tới việc bài trên tay mở hay kín, nhưng nếu là bài mở sẽ bị giảm giá trị.

## Danh sách Yaku
Danh sách dưới đây là danh sách toàn bộ tất cả các Yaku trong Mạt chược Nhật Bản, với tên và phiên âm Hán Việt với các yakuman, giá trị han của nó và các điều kiện mà yaku đó yêu cầu. Các ví dụ sẽ được đưa ra, nhưng lưu ý rằng đó không phải là các trường hợp duy nhất mà yaku đó có thể đạt được.

### Giá trị một han
| Tên tiếng Nhật | Giá trị han | Chú ý                                              |
| Riichi (立直/リーチ) | 1           | Yêu cầu bài kín.                                   |
| --- | ----------- | -------------------------------------------------- |
| Yaku này cũng có thể được phiên âm là reach khi thi đấu. Khi bài của người chơi đạt tới trạng thái tenpai (chỉ cần một quân nữa để hoàn thành bài) và người chơi đó chưa gọi quân của bất cứ người chơi nào khác, người chơi khi đó có thể tuyên bố riichi. Để tuyên bố Riichi, người chơi đó nói "riichi" hoặc "reach", đánh quân bài tiếp theo ra và đặt ngang nó, sau đó nếu quân bài này không trở thành chiến thắng của người khác, người chơi đó sẽ đặt một que 1000 điểm ra như hành động cược, và chỉ nhận lại nó khi giành chiến thắng. Nếu như quân bài sau đó người chơi bốc được không trở thành chiến thắng bằng Tsumo hay có thể gọi Kan kín hợp lệ, người chơi đó phải ngay lập tức đánh ra. Trong một số luật chơi, người chơi chỉ có thể tuyên bố Riichi khi trong số tường thành có thể bốc bài phải còn từ bốn quân trở lên, tức là người chơi đó trong mọi trường hợp có thể bốc thêm một quân bài nữa. Nếu cả bốn người chơi cùng tuyên bố Riichi và không trở thành chiến thắng của bất cứ ai, ván đấu sẽ trở thành ván đấu hòa, và các người chơi phải lật bài ra để có thể kiểm tra xem việc riichi có hợp lệ hay không, nếu không sẽ bị phạt đền. Nếu người chơi tuyên bố Riichi và giành chiến thắng ván đấu đó, tất cả các quân bài dưới chỉ điểm dora nằm trong tử thành sẽ đều được lật lên và trở thành những chỉ điểm dora mới, kể cả những chỉ điểm được tạo mới khi gọi Kan. Khi Riichi, người chơi hoàn toàn có thể gọi Kan kín nếu như việc gọi này không thay đổi các cửa chờ của bài. Ví dụ, nếu như bài người chơi đó có , người chơi đó có thể gọi Kan kín nếu như bốc được thêm một quân 7 pin . Tuy nhiên, nếu như bài đó là , quân 7 pin khi đó không thể được gọi Kan kín nếu bốc được, do khi chưa Kan, người chơi đó sẽ chờ 4 pin và 7 pin hoặc chun , còn nếu gọi Kan kín thì khi đó sẽ không chờ 7 pin và chun nữa. |             |                                                    |
| Ippatsu (一発) | 1           | Yêu cầu người chơi đã Riichi/Double Riichi         |
| Yaku này chỉ xuất hiện khi người chơi đã Riichi/Double Riichi. Sau khi thực hiện Riichi hay Double Riichi, nếu quân cần để giành chiến thắng ván đấu được đánh ra hoặc tự bốc lên mà không bị gián đoạn bởi việc gọi quân/Kan kín, người chơi sẽ đạt được yaku Ippatsu. |             |                                                    |
| Menzenchin tsumohō (門前清自摸和) hay Tsumo (自摸/ツモ) | 1           | Yêu cầu bài kín.                                   |
| Khi người chơi có bài kín, đã ở trạng thái tenpai và bốc được quân bài cuối cùng để hoàn thành bài (từ tường thành hoặc tử thành), yaku Tsumo được hoàn thành. Cần phân biệt yaku Tsumo này với cách chiến thắng bằng việc tự bốc được quân cuối cùng để hoàn thành bài (cũng được gọi là tsumo): Nếu bài hoàn toàn kín, yaku Tsumo có thể trở thành yaku để thỏa mãn yêu cầu "có yaku trong bào" nhằm chiến thắng ván chơi, tuy nhiên nếu bài không kín (đã gọi quân mở), phải có thêm một yaku khác để chiến thắng ván bài. |             |                                                    |
| Haitei raoyue (海底撈月) hay Haitei (海底) | 1           | Không yêu cầu bài kín                              |
| Nếu quân bài cuối cùng được bốc từ thành giúp người chơi đó hoàn thành bài, yaku Haitei được hoàn thành. |             |                                                    |
| Houtei raoyui (河底撈魚) hay Houtei (河底) | 1           | Không yêu cầu bài kín                              |
| Nếu quân bài cuối cùng của ván đấu đó được đánh ra giúp người chơi hoàn thành bài, yaku Houtei được hoàn thành. Lưu ý rằng Houtei Raoyui vẫn tuân theo quy tắc furiten của ván đấu. |             |                                                    |
| Rinshan kaihou (嶺上開花) hay Rinshan (嶺上) | 1           | Không yêu cầu bài kín                              |
| Sau khi người chơi gọi Kan và quân bài bốc được từ tử thành giúp người chơi đó hoàn thành bài, yaku Rinshan được hoàn thành. Đôi khi trong một số luật, nếu như một người chơi đánh ra một quân bài giúp người khác gọi Kan mở và sau đó bốc được quân bài từ tử thành giúp hoàn thành bài, khi này người chơi đó phải trả toàn bộ số điểm cần thiết thay vì cả ba người cùng trả như Tsumo bình thường. |             |                                                    |
| Chankan (搶槓/槍槓) | 1           | Không yêu cầu bài kín                              |
| Khi người chơi khác gọi Kan muộn và quân được dùng để gọi giúp một người chơi khác có thể hoàn thành bài, khi đó người chơi khác này có thể gọi Ron và hoàn thành yaku Chankan. Lưu ý rằng Chankan không làm mất yaku Ippatsu và vẫn chịu tác động của furiten. |             |                                                    |
| Tanyaochuu (断幺九) hay Tanyao (タンヤオ) | 1           | Không yêu cầu bài kín                              |
| Bản thân từ tanyaochuu có nghĩa là không có quân 1 - 9 - rồng hay gió nào, cũng đồng thời là điều kiện của yaku này: Bài của người chơi đó không chứa bất cứ quân 1, 9 hay rồng hoặc gió. Nếu là tanyao mở, bài này được gọi là kuitan (喰い断); và trong một vài luật chơi, yaku Tanyao chỉ thỏa mãn khi bài kín, luật này được gọi là kuitan nashi (喰い断無し - không cho phép kuitan) |             |                                                    |
| Pinfu (平和) | 1           | Yêu cầu bài kín.                                   |
| Bản chất của bài có yaku Pinfu là bài không được cộng thêm điểm fu nào. Để thỏa mãn điều kiện này cho yaku Pinfu, bài đó phải thỏa mãn đầy đủ những yếu tố sau: - Bốn bộ trong bài đều là bốn bộ dây, không được có bộ ba hay bốn quân giống nhau theo bất cứ cách nào, do các bộ ba - bộ bốn đều cho người chơi từ 2 fu tới 32 fu. - Đôi còn lại trong bài không được phép là đôi rồng, hoặc đôi gió vòng/gió nhà - vì đôi này sẽ cho bài của người chơi 2 fu. - Khi vào trạng thái tenpai chờ quân, kiểu chờ phải là chờ ryanmen hai đầu. Ví dụ như bài trên, bài này chờ 2p - 5p để hoàn thành bài; do ba kiểu chờ còn lại đều cho người chơi 2 fu. Khi vừa có yaku Tsumo và yaku Pinfu, trong đa số luật chơi 2 fu từ việc tự bốc quân về sẽ bị hủy bỏ để chỉ còn lại 20 fu cơ bản. Khi người chơi vừa có yaku Riichi, vừa có Tanyao và có cả Pinfu, khi đọc yaku để tiến hành tính điểm, thay vì đọc đầy đủ, có nhiều nơi thường rút gọn lại thành mentanpin (メンタンピン), với "men" chỉ Riichi, "tan" chỉ Tanyao và "pin" chỉ Pinfu. Nếu không có Riichi, cũng có thể rút gọn lại thành tanpin (タンピン) thay vì đọc cả là Tanyao - Pinfu. |             |                                                    |
| Iipeikou (一盃口) | 1           | - Yêu cầu bài kín. - Không cộng dồn với Ryanpeikou |
| Yaku Iipeikou yêu cầu bài của người chơi có hai bộ dây cùng chất giống hệt nhau, mà trong ví dụ là bộ 567p. |             |                                                    |
| Yakuhai (役牌) | 1           | Không yêu cầu bài kín                              |
| Khi bài của người chơi có một bộ ba rồng/gió vòng/gió chỗ ngồi, bộ ba đó tạo thành yaku Yakuhai. Bài của người chơi có thể có nhiều Yakuhai, và nếu bộ gió vòng trùng với gió nhà, khi đó bộ này được tính là 2 yakuhai (2 han). Khi đọc yaku để tiến hành tính điểm, người ta thường đọc yaku này bằng tên của bộ tạo nên Yakuhai. Ví dụ trên đọc là Chun, giả sử bài có bộ ba gió Đông vừa là gió chỗ vòng, vừa là gió chỗ ngồi, ta đọc là Double Ton, để chỉ rằng bộ Đông (Ton) đó được tính hai lần Yakuhai. |             |                                                    |

### Giá trị hai han
| Tên tiếng Nhật | Giá trị           | Chú ý |                     |
| Double Riichi (両立直) | 2                 | - Yêu cầu bài kín. - Hoạt động giống Riichi - Yêu cầu không có ai gọi quân trước khi Riichi                                                                        |                     |
| --- | ----------------- | --- | ------------------- |
| Khi bài người chơi tenpai sau khi bốc quân đầu tiên và không có ai thực hiện bất cứ hành động gọi quân nào (gồm Chii, Pon, Kan), người chơi có thể thực hiện Double Riichi giống như cách Riichi. |                   | |                     |
| Chiitoitsu (七対子) hay niconico | 2                 | - Yêu cầu bài kín. - Yêu cầu bài có 7 đôi thay vì 4 bộ - 1 đôi - Luôn cố định 25 fu dù có yaku này bằng bất cứ cách nào. - Không cộng dồn với Iipeikou, Ryanpeikou |                     |
| Yaku Chiitoitsu là ngoại lệ của bài 4 bộ - 1 đôi, bên cạnh yakuman Kokushi musou, khi yêu cầu bài phải có 7 đôi phân biệt. Do có cách hoàn thành bài khác với đa số các yaku, Chiitoitsu được cố định giá trị fu là 25, không tính bất cứ fu nào từ việc chiến thắng hay chờ đơn. Do cách tính fu này, điểm số mà người chơi có được khi chiến thắng với yaku Chiitoitsu như sau: \| Vị trí \| 2 han \| 3 han \| 4 han \| \| ------------------------- \| -------------- \| ------------------- \| ------------------- \| \| Nhà con Tsumo Nhà con Ron \| Không thể 1600 \| 800/1600 3200 \| 1600/3200 6400 \| \| Nhà cái Tsumo Nhà cái Ron \| Không thể 2400 \| 1600 mỗi người 4800 \| 3200 mỗi người 9600 \| |                   | |                     |
| Honchantai Yaochuu (混全帯么九) hay Chanta (チャンタ) | 2 (-1 nếu bài mở) | - Không cộng dồn với Honroutou, Junchan. - Không yêu cầu bài kín, nhưng bị -1 han nếu không kín.                                                                   |                     |
| Yaku Chanta yêu cầu trong mỗi bộ/đôi của bài đều phải có ít nhất một quân 1/9/rồng/gió, nhưng không yêu cầu toàn bộ bài phải là 1/9/rồng/gió. |                   | |                     |
| Sanshoku doujun (三色同順) hay sanshiki (さんしき) | 2 (-1 nếu bài mở) | Không yêu cầu bài kín, nhưng bị -1 han nếu không kín. |                     |
| Khi bài của người chơi có ba bộ dây giống nhau về số nhưng khác chất, như trong ví dụ là 234m 234p 234s, yaku Sanshoku doujun được hoàn thành. |                   | |                     |
| Sanshoku doukou (三色同刻) | 2                 | Không yêu cầu bài kín |                     |
| Tương tự với Sanshoku doujun, Sanshouku doukou yêu cầu bài của người chơi có ba bộ ba giống số nhưng khác chất. |                   | |                     |
| Ikkitsukan (一気通貫) hay Ittsu (一通) | 2 (-1 nếu bài mở) | Không yêu cầu bài kín, nhưng bị -1 han nếu không kín |                     |
| Khi bài của người chơi có ba bộ 123 - 456 - 789 của cùng một chất, yaku Ittsu được hoàn thiện. |                   | |                     |
| Toitoihou (対々和) hay Toitoi (対々) | 2                 | Không yêu cầu bài kín |                     |
| Khi bài của người chơi chỉ có các bộ ba quân giống nhau (hoặc bốn quân giống nhau), yaku Toitoi được hoàn thiện. Tuy nhiên, nếu như tất cả các bộ ba đều do người chơi tự bốc và giành chiến thắng, khi đó sẽ là yakuman Suuankou. |                   | |                     |
| Sanankou (三暗刻) | 2                 | Không yêu cầu bài kín |                     |
| Khi bài của người chơi có ba bộ ba (hoặc bộ bốn) quân giống nhau do người chơi đó tự bốc được, yaku Sanankou được hoàn thành. Cần lưu ý rằng ba bộ ba tạo thành yaku Sanankou phải là ba bộ ba kín, còn bộ thứ tư và đôi thì tính mở/kín không quan trọng. Kể cả khi gọi Kan kín ít nhất 1 trong 3 bộ ba, yaku Sanankou vẫn được tính. |                   | |                     |
| Sankantsu (三槓子) | 2                 | Không yêu cầu bài kín |                     |
| đã Kan: + Trước khi hoàn thành bài và giành chiến thắng, bài của người chơi muốn đạt yaku Sankantsu phải có ba bộ Kan theo bất cứ cách nào, mở hay đóng. |                   | |                     |
| Shousangen (小三元) | 2                 | Không yêu cầu bài kín |                     |
| Yaku Shousangen được cấu thành từ 2 bộ 3 (hoặc bộ bốn) quân Rồng và một đôi Rồng. Nếu như là cả ba bộ Rồng, khi đó bài của người được tính là yakuman Daisangen. Cần lưu ý rằng Shousangen vẫn cộng dồn với Yakuhai của hai bộ rồng, nên bài của người chơi đạt được Shousangen sẽ luôn có tối thiểu 4 han (2 han từ yaku này, mỗi bộ rồng 1 han). |                   | |                     |
| Honroutou (混老頭) hay honrō (混老) | 2                 | - Không yêu cầu bài kín - Không cộng dồn với Chanta/Junchan |                     |
| Yaku Honroutou yêu cầu bài của người chơi chỉ có các quân 1-9-rồng-gió, theo hai cách: 4 bộ 1 đôi hoặc 7 đôi như chiitoi. Nếu như bài người chơi chỉ có các quân 1 và 9, khi đó sẽ được tính là yakuman Chinroutou. Cần lưu ý rằng theo cả hai cách, yaku Honroutou sẽ luôn đi kèm thêm với một yaku 2 han khác như Toitoi hay Chiitoitsu. |                   | |                     |
| Vị trí | 2 han             | 3 han | 4 han               |
| Nhà con Tsumo Nhà con Ron | Không thể 1600    | 800/1600 3200 | 1600/3200 6400      |
| Nhà cái Tsumo Nhà cái Ron | Không thể 2400    | 1600 mỗi người 4800 | 3200 mỗi người 9600 |

### Giá trị từ ba han trở lên
| Honitsu (混一色)                                                                                                   | 3 (-1 nếu bài mở) | Không yêu cầu bài kín, nhưng bị -1 han nếu không kín.                                          |
| --- | ----------------- | ---------------------------------------------------------------------------------------------- |
| Khi bài của người chơi chỉ gồm có các quân của 1 chất và các bộ Rồng & Gió, yaku Honitsu được hoàn thành.          |                   |                                                                                                |
| Junchantai yaochuu (純全帯么九) hay junchan (純チャン)                                                             | 3 (-1 nếu bài mở) | - Không yêu cầu bài kín, nhưng bị -1 han nếu không kín - Không cộng dồn với Honroutou & Chanta |
| Bài của người chơi đạt được yaku Junchan khi tất cả các bộ và đôi của người chơi đều chứa ít nhất 1 quân 1 hoặc 9. |                   |                                                                                                |
| Ryanpeikou (二盃口)                                                                                                | 3                 | - Yêu cầu bài kín - Không cộng dồn với Iipeikou & Chiitoitsu                                   |
| Khi bài của người chơi có 2 cặp bộ ba giống nhau, yaku Ryanpeikou được hoàn thành.                                 |                   |                                                                                                |
| Chinitsu (清一色)                                                                                                  | 6 (-1 nếu bài mở) | Không yêu cầu bài kín, nhưng bị -1 han nếu không kín                                           |
| Khi bài của người chơi gồm tất cả các quân cùng một chất, yaku Chinitsu được hoàn thành.                           |                   |                                                                                                |

## Yakuman
Có một số các yaku đặc biệt thường rất khó đạt được, từ đó khi chiến thắng với các yaku này bài của người chơi sẽ luôn được một số điểm cố định, đó được gọi là các yakuman (役満). Một khi đã có yakuman, bài của người chơi sẽ không được tính han theo các yaku thông thường nữa; hơn nữa có một số hình bài mà các yakuman cũng có thể được cộng dồn lẫn nhau (như Daisuushi & Tsuiisou) để được nhân thêm số điểm, tuy nhiên không phải luật chơi nào cũng cho phép điều này. Các luật chơi có cho phép điều đó xảy ra sẽ gọi các tình huống kể trên là daburu yakuman (ダブル役満 Double Yakuman) hoặc hơn.
Ngoài ra, nếu như tính han sau khi chiến thắng mà bài của người chơi đạt được 13 han trở lên, nhiều luật chơi cũng tính đó là yakuman và gọi là kazoe yakuman (数え役満, 数え trong 数える có nghĩa là động từ đếm)
Ở nhiều nơi, các yakuman sẽ có các tên gọi khác nhau. Tên gọi được sử dụng sau đây được sử dụng trong các giải thi đấu chuyên nghiệp tại Nhật Bản và trên thế giới.
| Kokushi musou (国士無双 (Quốc sĩ vô song)) Kokushi musou juusanmen machi (国士無双十三面待ち) | Yakuman Double Yakuman        | Yêu cầu bài kín |
| --- | ----------------------------- | --- |
| (chờ đơn) (chờ 13 quân) Cùng với Chiitoitsu, đây là hình bài hoàn thiện thứ hai không đi theo quy tắc 4 bộ & 1 đôi. Để hoàn thành yaku Kokushi musou, bài của người chơi phải có 13 quân 1-9-rồng-gió mỗi loại và quân thứ 14 là quân bất kì giống với 1 trong 13 quân đã có. Nếu như bài của người chơi đã có sẵn quân thứ 14 lặp lại nhưng vẫn còn thiếu 1 quân nữa để hoàn thành đủ 13 quân khác nhau, khi đó bài của người chơi sẽ trong trạng thái chờ đơn. Nhưng nếu đã có đủ cả 13 quân và chờ quân cuối cùng, khi đó bài của người chơi sẽ chiến thắng bằng cả 13 quân, và trong nhiều luật chơi đây sẽ được tính là double yakuman. Ngoài kokushi musou, yaku này còn có tên gọi khác là shiisan yaochu (十三么九), tức là 13 quân 1-9-rồng gió. Trong tiếng Anh, Yaku này được gọi là Thirteen Orphans. |                               | |
| Suuankou (四暗刻 (Tứ cống liễu)) Suuankou tankimachi (四暗刻単騎待ち) | Yakuman Double Yakuman        | Yêu cầu bài kín |
| (chờ shanpon, yêu cầu Tsumo) (chờ tanki, có thể Ron hoặc Tsumo) Khi bài của người chơi có 4 bộ ba/bộ bốn do người chơi tự bốc, yakuman Suuankou được hoàn thành. Nếu trong tình huống tenpai với ba bộ ba và chờ shanpon với bộ thứ tư, người chơi phải Tsumo để đạt được Suuankou. Nếu như tenpai với bốn bộ ba và chờ đơn quân cuối cùng, người chơi có thể Ron mà vẫn có được yakuman này. Nếu chiến thắng bằng việc chờ đơn, nhiều luật chơi sẽ tính là double yakuman. |                               | |
| Daisangen (大三元 (Đại tam nguyên)) | Yakuman                       | Không yêu cầu bài kín                                                                                                 |
| Khi bài của người chơi có cả ba bộ Rồng, yakuman Daisangen được hoàn thành. |                               | |
| Shousuushii (小四喜 (Tiểu tứ hỷ)) | Yakuman                       | Không yêu cầu bài kín                                                                                                 |
| Khi bài của người chơi có ba bộ gió và đôi gió còn lại, yakuman Shousuushi được hoàn thành. |                               | |
| Daisuushii (大四喜 (Đại tứ hỷ)) | Yakuman (hoặc Double Yakuman) | Không yêu cầu bài kín                                                                                                 |
| Khi bài của người chơi có bốn bộ gió, yakuman Daisuushi được hoàn thành, và trong nhiều luật chơi yakuman này được tính là double yakuman. |                               | |
| Tsuuiisou (字一色 (Tự nhất sắc)) | Yakuman                       | Không yêu cầu bài kín                                                                                                 |
| Khi bài của người chơi chỉ có các bộ Rồng/Gió, yakuman Tsuuiisou được hoàn thành. |                               | |
| Chinroutou (清老頭 (Sảnh lão đầu)) | Yakuman                       | Không yêu cầu bài kín                                                                                                 |
| Khi bài của người chơi chỉ có các bộ gồm toàn 1 & 9, yakuman Chinroutou được hoàn thành. |                               | |
| Ryuuiisou (緑一色 (Lục nhất sắc)) | Yakuman                       | Không yêu cầu bài kín                                                                                                 |
| Khi bài của người chơi chỉ có các quân 2-3-4-6-8 sou và Hatsu, yaku Ryuuiisou được hoàn thành. |                               | |
| Chuuren poutou (九蓮宝燈 (Cửu đăng bảo liên)) Junsei chuuren poutou (純正九蓮宝燈) | Yakuman Double Yakuman        | Yêu cầu bài kín |
| (chỉ chờ 1 quân để đạt được yakuman) (chờ cả 9 quân) Khi bài của người chơi có dạng 1-1-1-2-3-4-5-6-7-8-9-9-9 và 1 quân từ 1 đến 9 của cùng một chất, yakuman Chuuren poutou được hoàn thành. Trong trường hợp chờ cả 9 quân và giành chiến thắng, giống với Kokushi musou, yakuman khi này cũng có thể được tính là double yakuman. Cần lưu ý rằng Chuuren poutou luôn thỏa mãn quy tắc 4 bộ - 1 đôi. |                               | |
| Suukantsu (四槓子 (Tứ cống tử)) | Yakuman                       | Không yêu cầu bài kín                                                                                                 |
| đã Kan: + Khi bài người chơi trước khi hoàn thiện có bốn bộ Kan, yakuman Suukantsu được hoàn thành. Thông thường, nếu có nhiều hơn 1 người chơi gọi Kan lần thứ tư, ván đấu sẽ trở thành ván hòa; nhưng nếu chỉ có một người chơi Kan tới 4 lần, ván đấu vẫn sẽ tiếp tục cho tới khi có lần Kan thứ 5. |                               | |
| Tenhou (天和 (Thiên ù)) | Yakuman                       | - Yêu cầu bài kín - Yêu cầu người đạt được Yakuman là nhà cái                                                         |
| Khi nhà cái bắt đầu ván đấu và ngay lập tức hoàn thành bài nhờ quân thứ 14 được bốc, yakuman Tenhou được hoàn thành. |                               | |
| Chiihou (地和 (Địa ù)) | Yakuman                       | - Yêu cầu bài kín - Yêu cầu không ai gọi quân trước khi đạt yakuman - Yêu cầu người đạt được Yakuman không là nhà cái |
| Khi người chơi không phải nhà cái ngay lập tức hoàn thành bài nhờ quân đầu tiên được bốc mà không có bất cứ ai gọi bài, yakuman Chiihou được hoàn thành. |                               | |
| Renhou (人和 (Nhân ù)) | Yakuman (tùy vào luật chơi)   | - Yêu cầu bài kín - Yêu cầu không ai gọi quân trước khi đạt yakuman - Yêu cầu người đạt được Yakuman không là nhà cái |
| Khi người chơi không phải nhà cái chưa đến lượt bốc đầu tiên, trong bối cảnh chưa ai gọi quân, mà đã có thể Ron người khác, yakuman Renhou được hoàn thành. Tùy vào luật chơi, Renhou có thể là yakuman, baiman hay mangan, thậm chí trong nhiều luật chơi Renhou còn không được tính là một Yaku. Tuy nhiên, có một vài luật chơi cũng cho người chơi đạt được yakuman Renhou kể cả khi đã qua lượt bốc, nếu như quân được Ron là quân đầu tiên mà người khác đánh ra không kể gọi quân. |                               | |

## Nagashi mangan
Nagashi mangan (流し満貫) là yaku duy nhất có thể đạt được mà xét các quân bài người chơi đánh ra thay vì xét các quân bài mà người chơi đó có trên tay. Để đạt được yaku này, người chơi đó phải đánh ra các quân toàn bộ là 1-9-rồng-gió mà không đánh ra quân nào khác hay bị gọi bất cứ quân nào, hơn nữa ván đấu phải kết thúc trong trạng thái hòa do không ai giành chiến thắng. Trong đa số các trường hợp, yaku này được tính là mangan theo hình thức tsumo, tức là những người còn lại phải trả điểm cho người đạt được nagashi mangan; và nếu có người đạt được nagashi mangan, không ai phải trả điểm nếu không tenpai. Nagashi mangan không cộng dồn với các yaku khác.